# Rubén Xaus

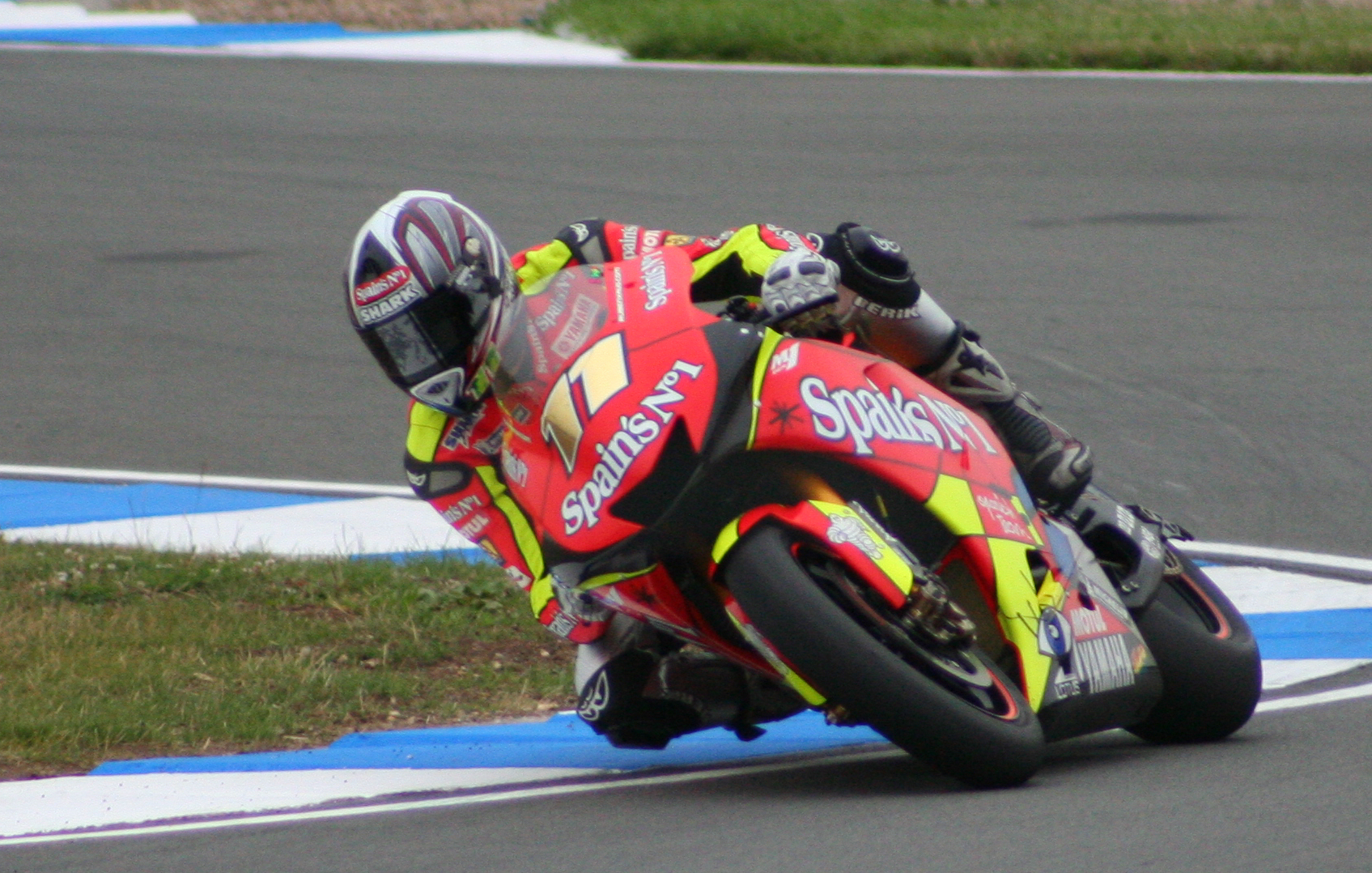
Rubén Xaus 2005

Rubén Xaus, född 18 februari 1978 i Sant Cugat del Vallès utanför Barcelona, är en katalansk roadracingförare, även känd som Captain Chaos och för sin devis Win or hospital. När han inte kraschat så har han haft framgångar, tvåa i Superbike-VM 2003 och Rookie of the year i MotoGP VM 2004 är hans främsta meriter. De senaste säsongerna har varit mindre lyckosamma delvis på grund av skador. Xaus är gift med Mariona och har en dotter (Julia) född i november 2006. Familjen är bosatt i Andorra.

## 2007
VM 2007 körde Xaus Superbike-VM för Sterilgarda Berik Ducati på 2006 års vinnande hojmodell Ducati 999F06. Han tog sin första seger i ett VM-lopp sen 2003 med en seger i ett av loppen på Valencia-banan. Han slutade på en sjätte plats i VM.

## 2008
2008 fortsatte Xaus i Sterilgada-teamet med nye teamkamraten Max Biaggi. Teamet nu på en nya Ducati 1098RS som ligger mycket nära Ducati fabriksmaskiner prestandamässigt. Första tävlingshelgen i Qatar tog Xaus en fjärde och en andra plats och ligger fyra i VM-tabellen.

## Segrar World Superbike
| Nr | Bana         | Heat | År   |
| -- | ------------ | ---- | ---- |
| 1  | Oschersleben | 2    | 2001 |
| 2  | Imola        | 1    | 2001 |
| 3  | Magny-Cour   | 2    | 2003 |
| 4  | Imola        | 1    | 2003 |
| 5  | Imola        | 2    | 2003 |
| 6  | Assen        | 1    | 2003 |
| 7  | Misano       | 1    | 2003 |
| 8  | Misano       | 2    | 2003 |
| 9  | Laguna Seca  | 2    | 2003 |
| 10 | Valencia     | 1    | 2007 |
| 11 | Misano       | 2    | 2008 |